# Жуковська Ольга Леонідівна
Жуковська Ольга Леонідівна (нар. 11 березня 1963, Київ, СРСР) — адвокат «Міжнародної адвокатської компанії „Бі. Ай. Ем“», адвокат телешоу Судові справи: Злочин і кара.

## Освіта
Київський державний університет імені Тараса Шевченка (1981—1985), спеціальність правознавство.

## Робота на громадських засадах
Віце-президент Спілки адвокатів України (1994).
Дисциплінарний УЄФА інспектор, член Апеляційного комітету Федерації Футболу України (2002).
Член Вищої ради юстиції (05.03.2004–22.03.2010), обрана з'їздом адвокатів України 14 лютого 2004 року.

## Наукові ступені і звання
Кандидат юридичних наук (1988).

## Нагороди
- Заслужений юрист України (1998)

- Орден княгині Ольги ІІІ ступеня (2003)[1]

## Кар'єра
1981—1985 — студентка Київського державного університету імені Тараса Шевченка;
1985—1991 — адвокат Київської міської колегії адвокатів;
1988—1989 — асистент кафедри права Інституту народного господарства (за сумісництвом);
З 1992 — адвокат «Міжнародної адвокатської компанії Бі. Ай. Ем»";
1990—1994 — член Правління Союзу адвокатів України;
З 1994 — віце-президент Спілки адвокатів України;
З 2002 — дисциплінарний інспектор УЄФА, член Апеляційного комітету Федерації Футболу України.